# Romeo Surdu
Romeo Surdu (ur. 12 stycznia 1984 w Râșnov), rumuński piłkarz grający na pozycji napastnika. Od 2014 roku zawodnik Milsami Orhei. W reprezentacji Rumunii zadebiutował w 2009 roku. Do tej pory rozegrał w niej dziewięć meczów (stan na 11 września 2014).